# Andreia Pinto Correia
Andreia Pinto-Correia (Lisboa, 1971) é uma compositora portuguesa radicada nos Estados Unidos. Bolseira Guggenheim 2015, actuou para o Minnesota Orchestra Composer Institute e para a Filarmónica de Nova Iorque.

## Biografia
Andreia Pinto-Correia nasceu a 23 de agosto de 1971 em Lisboa e é filha de professores de literatura, sendo o seu pai João David Pinto Correia um dos seus colaboradores criativos.  Criada na sua terra natal, foi influenciada por Johann Wolfgang von Goethe, de quem a sua mãe fazia traduções para português, e pela literatura medieval que o seu pai lia antes de se deitar.
Pinto-Correia estudou na Academia de Amadores de Música , na Escola de Jazz do Hot Clube de Portugal e na Universidade de Lisboa, todas na sua cidade natal. Mais tarde, estudou no New England Conservatory of Music, onde estudou com Bob Brookmeyer e Michael Gandolfi e obteve os graus de Mestre e Doutor em Música. 
Trabalhou como compositora residente na OrchestrUtópica e no Bowdoin International Music Festival, bem como curadora deste último e do concerto Fertile Crescent do Institute for Advanced Study. Foi também professora convidada na Jacobs School of Music, bem como bolseira honorária na Australian National University. 

## Prémios e reconhecimento
Em 2011, a peça de Pinto-Correia “Elegia a Al-Mu'tamid” foi apresentada no SONiC: Sounds of a New Century; Anthony Tommasini do The New York Times disse que era “como um tecido aural de harmonias sustentadas penetrantes, pedaços melódicos inquietos e explosões instrumentais gorgolejantes” e uma “melodia escura e intensa para viola”.  Apresentou-se no Minnesota Orchestra Composer Institute de 2012; Rob Hubbard do St. Paul Pioneer Press afirmou que as suas “paisagens sonoras evocativas [...] têm certamente futuro”. 
Joshua Kosman criticou o seu poema sinfónico ‘Alfama’ na sua estreia em 2013 na Sinfónica de Berkeley, afirmando que a sua natureza em camadas “é tão cinzenta e pouco atraente - densamente dissonante sem apontar para qualquer direção harmónica clara - que o efeito é silenciado”. 
Em 2015, Pinto-Correia foi galardoada com uma Guggenheim Fellowship em composição musical.  
Em 2020, foi galardoada com um American Academy of Arts and Letters Arts and Letters Award, para música. 
Em março de 2022, a sua peça “Os Pássaros da Noite” estreou no Lincoln Center, interpretada pela Filarmónica de Nova Iorque e dirigida por Gustavo Dudamel, que Joshua Barone, do The New York Times, elogiou o “humor animado e dançante” da peça e o seu tom sem sombras. 

## Ligações Externas
- Site Oficial| Andreia Pinto Correia
- New York Philharmonic | Excerto da peça Os pássaros da noite, de Andreia Pinto Correia